# Tangry
Tangry je francouzská obec v departementu Pas-de-Calais v regionu Hauts-de-France. Žije zde 264 obyvatel.

## Geografie

### Sousední obce
| Růžice kompasu |         | Sains-lès-Pernes | Pressy | Růžice kompasu |
| Růžice kompasu | Hestrus | Sever            |        | Růžice kompasu |
| Růžice kompasu | Hestrus | Tangry           |        | Růžice kompasu |
| Růžice kompasu | Hestrus | Jih              |        | Růžice kompasu |
| Růžice kompasu | Huclier | Valhuon          | Bours  | Růžice kompasu |